# Ваганицький парк
Ваганицький парк — парк-пам'ятка садово-паркового мистецтва місцевого значення, розташований у селі Ваганичі Городнянського району Чернігівської області України. Площа — 6 га.

## Історія
Парк закладено в другій половині XIX століття. Основу сучасного парку становить сад, посаджений на 20 десятинах у центрі села Ваганичі навколо панського будинку місцевого пана й лікаря М. Євреїнова (1860-1918рр). Біля ставка була крита оранжерея, де вирощували цитрусові, пальми, дерева з Азії та Африки. За радянських часів руйнувань зазнали садиба і церква, а паркові композиції — ні. Нині ставок обмілів і замулився.
Парк-пам'ятка садово-паркового мистецтва створено рішенням Чернігівського облвиконкому від 27.04.1964 № 236. Також згадується в рішеннях Чернігівського облвиконкому від 04.12.1978 № 529, 27.12.1984 № 454, від 28.08.1989 № 164.

## Опис
Парк розташований у селі Ваганичі, в долині струмка Ваги, що впадає в річку Чибриж.

## Природа
У парку наявні такі прийоми оформлення паркових композицій: масиви, групи, солітерні, алейні та узбічні посадки. Масиви дерев утворюють види: береза повисла, сосна звичайна, дуб звичайний, осика, клен звичайний, і розташовані на периферії парку. Групові паркові композиції сформовані видами: ясен звичайний, ясен американський (Fraxinus americana), ясен ланцетний (Fraxinus pennsylvanica var. lanceolata, підвид виду ясен пенсильванський), липа дрібнолиста, горіх волоський, горіх маньчжурський, робінія звичайна, горобина звичайна, гіркокаштан звичайний, граб звичайний, клен цукровий, клен ясенелистний, в'яз шорсткий, ялина європейська, ялина колюча, сосна звичайна. Чагарниковий ярус представляють види: бруслина бородавчаста, бруслина європейська, верба козяча. Насадження навколо ставка представлені видами: тополя біла, тополя чорна, осика. У парку збереглися дві паралельні алеї: одна висаджена гіркокаштаном звичайним (Aésculus hippocástanum), інша — почергово липою дрібнолистою (Tília cordáta) і кленом звичайним (Ácer platanoídes).